# Der Krieger und die Hexe
Der Krieger und die Hexe (Originaltitel: The Warrior and the Sorceress, deutscher Alternativtitel: The Warrior) ist ein US-amerikanisch-argentinischer Fantasyfilm aus dem Jahr 1984 von John C. Broderick, der auch am Drehbuch schrieb und für die Produktion zuständig war. In der Hauptrolle des Kriegers Kain ist David Carradine zu sehen.

## Handlung
In einer fernen Galaxie liegt der Wüstenplanet Ura mit zwei Sonnen. Dort kämpfen seit langer Zeit die grausamen Zeg und Bal Caz, zwei rivalisierende Kriegsherren, um die einzige Wasserquelle im Dorf Yamatar. Der ehemalige Ordenskrieger Kain, nun als Söldner unterwegs, taucht auf und will seinen Durst am Stadtbrunnen löschen. Soldaten von Zeg, die den Brunnen brutal verteidigen, hindern ihn durch ihre Anwesenheit daran. Ein alter Mann, der Prälat Bludge, kann Kain daran hindern, dass dieser die Soldaten abschlachtet. Von ihm erhält er Wasser und wird über die Verhältnisse aufgeklärt. Danach verkündet Kain, dass er mit seinen Fähigkeiten den Meistbietenden im Kampf helfen werde. Er bietet seine Dienste erst bei Bal Caz an, nachdem er Zegs Wachen am Brunnen erschlug. Nach seiner erfolgreichen Verhandlung um seinen Sold bekommt er mit, dass Bal Caz am nächsten Tag einen Angriff auf Zeg plant und nach der erfolgreichen Schlacht Kain umbringen lassen will, um seinen Sold zurückzuerhalten. Zu dessen Pech bekommt Kain den Plan mit. Am nächsten Tag, kurz vor Beginn der Schlacht, verlässt er das Regiment von Bal Caz. Als der Sklavenhändler Burgo anrückt, einigen sich die beiden Kriegsherren noch vor Schlachtbeginn auf einen Waffenstillstand.
Um die Fehde weiterzuspinnen, lässt Bal Caz Krüge mit dem Banner Zegs mit Wasser auffüllen und vergiften. Die Männer des Sklavenhändlers, die davon tranken, sterben kurze Zeit später. Daraufhin schwört der Sklavenhändler Rache. Kain klärt gegen Bezahlung Zeg über die Situation auf. Dieser befiehlt seinen Wachen, die Krüge einzusammeln, um den Verdacht von sich abzulenken. Während die Wachen nach draußen eilen, gelingt es Kain, Prinzessin Naja, die Zeg gefangen hält, da er der Meinung ist, sie könnte ihm ein mächtiges Schwert erschaffen, zu befreien. Kurz danach entführt er die Echse, die als Berater von Bal Caz fungiert. Am nächsten Tag spielt er die beiden Kriegsherren gegeneinander aus, indem er dem anderen der beiden einen der Gefangenen übergibt. Die Bösewichte tauschen die Gefangenen gegeneinander aus, um eine Schlacht zu vermeiden.
Gemeinsam mit Bludge schleicht er sich in einen unterirdischen Tempel mit Verbindung zum Brunnen. Er schlägt von innen ein Loch in den Brunnen, um ihn zum Austrocknen zu bringen. Später in der Nacht bietet er Zeg seine Dienste an und teilt ihn mit, dass Bal Caz vermutet, in Zegs Reihen befände sich ein Verräter. Als er dessen Vertrauen erhalten hat, wird er durch die Burg geführt bis hin zu den Kerkern. Als er das Verlies von Naja erreicht, lügt er die Wache an, sie wäre verschwunden. Vorbehaltlos schlägt dieser Alarm. Im Verlies muss Kain gegen den großen Protektor kämpfen, der den Raum bewacht. Die Kreatur ist in der Lage, ihn mit mehreren Tentakeln zu attackieren, wird aber durch einen Stich in seinen Kopf rechtzeitig getötet. Auch Zeg glaubt Kains Worte und lässt seine Wachen die Stadt nach der Prinzessin absuchen. Im Tempel trifft Naja derweil auf Bludge, ihrem Vater. Kief, Hauptmann der Wachen von Zeg, hat durch die Befragung der Wache den Verdacht, dass Kain für die Befreiung der Prinzessin und dem Tod der Kreatur verantwortlich ist. Am Abend bereitet Zeg ein Festmahl vor. Als Feier für den neuen Mitstreiter lässt er eine vierbrüstige Tänzerin für ihn tanzen. Als diese sich ihm nähert, schnellt ein Schlangenkopf aus ihrem Unterleib und injiziert ihm ein Gift, von dem er einschläft. Kurz zuvor konnte er die Frau aber noch erwürgen.
Um ihn zu einem Geständnis zu bringen, lässt Kief ihn von seinen Leuten brutal zusammenschlagen. Nur durch die Nachricht, dass der Brunnen leer ist, lässt Kief und seine Männer von ihm ab. Dies nutzt Kain zur Flucht. Er wird von Naja gefunden, die ihm nun ein mächtiges Schwert schmiedet, da sie ihn für den Auserwählten hält. Währenddessen kommt es am Brunnen zu einem erneuten Konflikt zwischen Bal Caz und Zeg. Diesmal erdolcht Zeg seinen Widersacher und kann dessen Männer auf seine Seite ziehen. Als der Tag anbricht, werden er und seine Armee von den Leuten Najas und Bludges angegriffen. Nun erreicht auch Burgo, der immer noch Rache an Zeg will, den Brunnen, erschlägt den Tyrannen und nimmt die Leute gefangen. Als Letzter erscheint Kain am Brunnen und kann Burgo und seine Sklaventreiber töten. Als sich die ersten Männer von Zeg während des Konflikts befreien können und unter Führung von Kief Kain attackieren, kann dieser alle Angreifer töten. Nach der Schlacht verabschiedet er sich von Naja, deren Vater nun wieder Herrscher über die Stadt ist.

## Hintergrund
Daniel March in der Rolle des  Blather und John Overby als Gabble haben hier ihre bisher einzigen Filmrollen. Richard Paley, der den Scar-face verkörpert, spielte 1985 einen Krieger in Wizards of the Lost Kingdom. Einige Szenen wurden 1989 im Film Wizards of the Lost Kingdom II, ebenfalls mit Carradine in der Rolle des The Dark One, verwendet.
Der Film weist viele Parallelen zum 1961 erschienenen Klassiker Yojimbo – Der Leibwächter von Akira Kurosawa auf. Tatsächlich schrieb Carradine in seinem Buch Spirit of Shaolin: Eine Kung Fu Philosophie, dass vor Produktionsbeginn klar sei, dass der Film eine Version des genannten Samurai-Films werden sollte.

## Produktion
Kurz vor Produktionsstart verletzte sich Carradine die rechte Hand, sodass er den Schwertkampf mit der linken Hand erlernen musste. Vorausgegangen war ein Streit Carradines mit seiner damaligen Freundin, weswegen er mit der rechten Faust gegen eine Wand schlug. Im Film ist seine rechte Hand bandagiert. Das Kostüm des Kain trägt Carradine auch 1991 in Dune Warriors – Blut für Wasser.
Die Außenaufnahmen entstanden im Naturreservat Ischigualasto in der Provinz San Juan. Der Großteil der Aufnahmen wurde in dem Filmstudio des Estudios Baires Film S.A. und in der  Militärbasis Campo de Mayo realisiert.

## Veröffentlichung
Der Film erschien am 7. September 1984 in den US-amerikanischen und kanadischen Kinos und konnte am ersten Wochenende knapp über eine halbe Million US-Dollar einspielen. Insgesamt spielte der Film fast drei Millionen US-Dollar ein.
In Deutschland erschien der Film erst unter dem Titel The Warrior. Der Film erschien auch im Videoverleih, erhielt aber keine Jugendfreigabe.

## Rezeption
„Viel Schwertgeklirre und billige Zauberkunststückchen in einem auch darstellerisch dürftigen Fantasy-Film.“

Actionfreunde urteilt, dass „Der Krieger und die Hexe ein äußerst traniger Fantasy-Actioner sei, ohne viele Fantasy-Elemente und mit meist mauer Action, der aus seiner Yojimbo-Prämisse, die mal etwas anderes in dem Genre ist, enttäuschend wenig macht. Öde geschrieben, lahmarschig inszeniert – da helfen auch ein paar Highlights wie das Kerkermonster, der Mordversuch durch eine mehrbrüstige Frau (mehrere Jahre vor Die totale Erinnerung – Total Recall) beim Tanz der sieben Schleier und das brauchbare Schwertgefuchtel im Showdown auch nichts.“
The Philadelphia Inquirer findet, dass es sich um „eine unverschämt schmutzige Aufarbeitung – und Neuauflage – von Akira Kurosawas Samurai-Klassiker Yojimbo über Sergio Leone Für eine Handvoll Dollar, mit ein wenig Star Wars und Conan der Barbar als Zugabe“ handelt. Auch Los Angeles Times bemerkte die Ähnlichkeiten zu Yojimbo und urteilte, der Film habe „unbeholfene Action, eine allgemeine Ausstrahlung von entschlossener Bösartigkeit und (Carradine ausgenommen) so viel übertrieben, dass es manchmal so scheint, als ob ein neuer dramatischer Stil geschmiedet wurde“.
Im Audience Score auf Rotten Tomatoes hat der Film bei über 100 Publiumsbewertungen eine Wertung von 25 %. In der Internet Movie Database hat der Film bei gut 2.000 Stimmenabgaben eine Wertung von 4,3 von 10,0 möglichen Sternen.

## Trivia
- Der Film wurde am 3. Dezember 2021 auf Tele 5 als Teil des Sendeformats Die schlechtesten Filme aller Zeiten ausgestrahlt.